# Malpaís de la Arena
Malpaís de la Arena este o arie protejată (arie specială de conservare — SAC, sit de importanță comunitară — SCI) din Spania întinsă pe o suprafață de 849,8 ha, integral pe uscat.

## Localizare
Centrul sitului Malpaís de la Arena este situat la coordonatele 28°38′05″N 13°55′55″W / 28.6346°N 13.9319°V.

## Înființare
Situl Malpaís de la Arena a fost declarat sit de importanță comunitară în octombrie 1999 pentru a proteja 1 specie de plante și 1 specie de animale. Situl a fost protejat și ca arie specială de conservare în ianuarie 2010.

## Biodiversitate
Situată în ecoregiunea , aria protejată conține 1 habitat natural: Câmpuri de lavă și excavații naturale.
La baza desemnării sitului se află mai multe specii protejate:
- plante (1): Caralluma burchardii
- reptile (1): Chalcides simonyi